# 馬許晧
馬許晧（2003年9月26日—）為台灣的棒球選手之一，表哥是陳士杰，他還與葉竹軒有親戚關係。2022年參加中華職棒選秀會。曾效力於中華職棒台鋼雄鷹,2024年10月14日被台鋼雄鷹釋出。

## 外部連結
- 馬許晧在台灣棒球維基館上的頁面（繁體中文）
- 馬許晧在中華職棒官網